# Christoffer Bogislaus Zibet
Christoffer Bogislaus Zibet, född 25 december 1740 i Kvidinge socken (Kristianstads län), död 16 maj 1809 i Stockholm, var en svensk friherre och ämbetsman.

## Biografi
Zibet, som var son till prosten Alexander Ziebeth, studerade vid Lunds universitet, blev 1761 ordinarie kanslist vid inrikes civilexpeditionen och 1762 kronprins Gustavs handsekreterare med hovsekreterares fullmakt samt erhöll 1766 kunglig sekreterares namn och värdighet. Under åren 1773–1786 var Zibet andre direktör vid Kungliga Teatern. Han adlades år 1777 och blev regeringsråd i Pommern, men stannade kvar i Stockholm. Han upphöjdes till friherre 1805. Den friherrliga ätten slöts 1809 vid hans död och den adliga ätten av hans yngsta bror 1817.
År 1792 utnämndes han till statssekreterare vid utrikesexpeditionen och ledamot av Rikets ärendens allmänna beredning, men i samband med utrensningen av gustavianerna efter mordet på Gustav III fick han order om att bege sig till Pommern för att ordna finansväsendet där. Då han vägrade avsattes han från sina ämbeten och förvisades till Skåne under två år. 
År 1799 återfick han sina ämbeten och utsågs 1801 till hovkansler. Under Gustav IV Adolfs regering fick han i uppgift att övervaka och undertrycka tryckfriheten. Han upphöjdes i friherrligt stånd 1805 och var under åren 1805-1807 ledamot av regeringen. Efter revolutionen 1809 avskedades han från sina ämbeten, men fick behålla hovkanslerslönen. Hans kort därefter inträffade dödsfall påstods vara påskyndat av harm över sättet för revolutionens utförande.
Zibet invaldes i Svenska Akademien  13 november 1790 på stol 10 efter Anders af Botin och tog sitt inträde 10 december samma år. I sitt testamente instiftade han Zibetska priset. Den 21 maj 1805 blev Zibet hedersledamot av Kungliga Vitterhets Historie och Antikvitets Akademien.